# 中国猪屎豆
中国猪屎豆（学名：Crotalaria chinensis），又名華野百合，为豆科猪屎豆属下的一个种。

## 扩展阅读
- 維基物種上的相關：中国猪屎豆